# Chute d'eau (M. C. Escher)
Chute d'eau (en néerlandais : Waterval) est une lithographie de l'artiste néerlandais M. C. Escher, imprimée pour la première fois en octobre 1961. Elle représente une machine à mouvement perpétuel où un cours d'eau part de la base d'une chute d'eau en semblant descendre avant d'atteindre le sommet de cette chute.
Alors que la plupart des artistes utilisent des proportions relatives pour créer une illusion de profondeur, Escher utilise ici des proportions contradictoires pour créer un paradoxe visuel. Le cours d'eau en aqueduc alimentant la chute d'eau a la structure de deux triangles de Penrose (un triangle de Penrose est une figure impossible conçue par Oscar Reutersvärd en 1934,  découverte de manière indépendante par Roger Penrose en 1958).

## Description
L'image représente un moulin à aubes avec un aqueduc se terminant par une chute d'eau. Les bords de l'aqueduc partant de la roue à aubes font des créneaux descendants, ce qui suggère que l'eau descend. Mais il présente trois virages à angle droit, d'abord à gauche, puis à droite et de nouveau à gauche. Le deuxième virage à gauche est soutenu par des piliers posés sur le premier, et de même pour les deux autres virages, ce qui donne au contraire l'impression que l'eau monte. Enfin, l'eau semble tomber de l'extrémité de l'aqueduc sur la roue à aubes en un impossible cycle infini. 
Dans ses notes sur son œuvre, Escher souligne que de l'eau doit être régulièrement ajoutée à cette machine à mouvement perpétuel pour compenser l'évaporation. Escher a aussi utilisé l'escalier de Penrose dans Montée et Descente (1960), où, au lieu de l'écoulement de l'eau, deux files de moines montent (ou descendent) sans fin sur quatre séries d'escaliers.
Les deux tours de soutien continuent au-dessus de l'aqueduc et sont surmontées de deux polyèdres composés révélant l’intérêt d'Escher pour les mathématiques en tant qu'artiste. Celui de gauche est un composé de trois cubes. Celui de droite est une stellation du dodécaèdre rhombique (ou un composé de trois octaèdres non réguliers) et est connu comme solide d'Escher.
Sous le moulin se trouve un jardin avec des plantes géantes étranges. C'est en fait une vue agrandie d'un amas de mousse et de lichen qu'Escher a dessiné à l'encre dans une étude de 1942.
L'arrière-plan semble être une succession de terrasses agricoles.